# 230-я стрелковая дивизия (2-го формирования)
230-я стрелковая Сталинская ордена Суворова дивизия — воинское соединение РККА, принимавшее участие в Великой Отечественной войне.
Условное наименование — войсковая часть полевая почта (в/ч пп) № 38560.
Сокращённое наименование — 230 сд.

## История формирования
Сформирована 27 июня 1943 года на базе 229-й отдельной стрелковой бригады на основании приказа 1-й гвардейской армии № 00217 от 16 июня 1943 года.

## Участие в боевых действиях
Период вхождения в действующую армию: 27 июня 1943 года — 30 июля 1943 года, 30 августа 1943 года — 5 сентября 1944 года, 29 октября 1944 года — 9 мая 1945 года.
230-я стрелковая дивизия с момента формирования и до 12 июля 1943 года занимала полосу обороны 229-й отдельной стрелковой бригады в составе 33-го стрелкового корпуса 1-й гвардейской армии Юго-Западного фронта. Передний край частей дивизии проходил непосредственно по северному берегу реки Северский Донец в районе населённых пунктов Банновский, Богородичное, Святогорская. С 12 июля дивизия вошла в состав 8-й гвардейской армии, продолжая оборонять прежние рубежи и подготавливалась к наступательной операции.
6 — 7 сентября 1943 года дивизия ведёт бои за освобождение города Сталино.
Приказом Верховного Главнокомандующего, Маршала Советского Союза И. В. Сталина от 8.9.43г дивизии присвоено наименование «230-я Сталинская стрелковая дивизия».
В ходе Мелитопольской наступательной операции в конце сентября 1943 г. части 230-й Сталинской дивизии подошли к реке Молочная, на которой гитлеровцы создали глубокоэшелонированную обороны (так называемую «линию Вотана»).
В 1944 года 230-я Сталинская стрелковая дивизия участвовала в освобождении Правобережной Украины и в Ясско-Кишинёвской стратегической операции.
В начале сентября выведена в резерв Ставки ВГК, передислоцирована в район Ковеля и 30 октября включена в состав 1-го Белорусского фронта.
В 1945 года участвовала в Варшавско-Познанской и Берлинской стратегической наступательных операциях.
31 октября 1945 года 230-я стрелковая дивизия была переформирована в 17-ю механизированную Сталинскую ордена Суворова дивизию и выведена в Московский военный округ, 8 марта 1947 года была расформирована.

## Подчинение
| На дату        | Фронт                 | Армия                 | Корпус                 |
| -------------- | --------------------- | --------------------- | ---------------------- |
| 1.07.1943 года | Юго-Западный фронт    | 1-я гвардейская армия | 33-й стрелковый корпус |
| 1.08.1943 года | Резерв Ставки ВГК     | -                     | -                      |
| 1.09.1943 года | Южный фронт           | 5-я ударная армия     | 9-й стрелковый корпус  |
| 1.10.1943 года | Южный фронт           | 5-я ударная армия     | 9-й стрелковый корпус  |
| 1.11.1943 года | 4-й Украинский фронт  | 5-я ударная армия     | 9-й стрелковый корпус  |
| 1.12.1943 года | 4-й Украинский фронт  | 28-я армия            | 9-й стрелковый корпус  |
| 1.01.1944 года | 2-й Украинский фронт  | 28-я армия            | 9-й стрелковый корпус  |
| 1.02.1944 года | 4-й Украинский фронт  | 28-я армия            | 9-й стрелковый корпус  |
| 1.03.1944 года | 3-й Украинский фронт  | 5-я ударная армия     | 9-й стрелковый корпус  |
| 1.04.1944 года | 3-й Украинский фронт  | 5-я ударная армия     | 9-й стрелковый корпус  |
| 1.05.1944 года | 3-й Украинский фронт  | 57-я армия            | 9-й стрелковый корпус  |
| 1.06.1944 года | 3-й Украинский фронт  | 57-я армия            | 9-й стрелковый корпус  |
| 1.07.1944 года | 3-й Украинский фронт  | 57-я армия            | 9-й стрелковый корпус  |
| 1.08.1944 года | 3-й Украинский фронт  | 57-я армия            | 9-й стрелковый корпус  |
| 1.09.1944 года | 3-й Украинский фронт  | 5-я ударная армия     | 9-й стрелковый корпус  |
| 1.10.1944 года | Резерв Ставки ВГК     | 5-я ударная армия     | 9-й стрелковый корпус  |
| 1.11.1944 года | 1-й Белорусский фронт | 5-я ударная армия     | 9-й стрелковый корпус  |
| 1.12.1944 года | 1-й Белорусский фронт | 5-я ударная армия     | 9-й стрелковый корпус  |
| 1.01.1945 года | 1-й Белорусский фронт | 5-я ударная армия     | 9-й стрелковый корпус  |
| 1.02.1945 года | 1-й Белорусский фронт | 5-я ударная армия     | 9-й стрелковый корпус  |
| 1.03.1945 года | 1-й Белорусский фронт | 5-я ударная армия     | 9-й стрелковый корпус  |
| 1.04.1945 года | 1-й Белорусский фронт | 5-я ударная армия     | 9-й стрелковый корпус  |
| 1.05.1945 года | 1-й Белорусский фронт | 5-я ударная армия     | 9-й стрелковый корпус  |

## Состав дивизии
- 986-й стрелковый полк,
- 988-й стрелковый полк
- 990-й стрелковый полк,
- 370-й артиллерийский полк,
- 330-й отдельный истребительно-противотанковый дивизион,
- 349-я разведывательная рота,
- 554-й сапёрный батальон,
- 624-й отдельный батальон связи (1458-я отдельная рота связи),
- 327-й медико-санитарный батальон,
- 289-я отдельная рота химической защиты,
- 418-я автотранспортная рота,
- 555-я полевая хлебопекарня,
- 54-й дивизионный ветеринарный лазарет,
- 2049-я полевая почтовая станция,
- 1268-я полевая касса Госбанка[2].

## Награды и почётные наименования
| Награда (наименование)             | Дата награждения                                                        | За что получена |
| ---------------------------------- | ----------------------------------------------------------------------- | --- |
| Почётное наименование «Сталинская» | присвоено приказом ВГК № 9 от 8 сентября 1943 года                      | в ознаменование одержанной победы и отличие в боях за овладение Донбассом                                                                          |
| Орден Суворова II степени          | награждена указом Президиума Верховного Совета СССР от 28 мая 1945 года | за образцовое выполнение заданий командования в боях при прорыве обороны немцев и наступлении на Берлин и проявленные при этом доблесть и мужество |

Также были удостоены наград и почётных наименований входящие в состав дивизии полки:
- 986-й стрелковый Померанский Краснознамённый[8] полк
- 988-й стрелковый Берлинский ордена Суворова[9] полк
- 990-й стрелковый Берлинский ордена Суворова[9] полк
- 370-й артиллерийский Берлинский полк
- 554-й отдельный сапёрный ордена Красной Звезды[8] батальон
- 624-й отдельный ордена Красной Звезды[8] батальон связи

## Командование дивизии

### Командиры дивизии
- Украинский Андрей Антонович (29.06.1943 — 29.11.1943), гвардии полковник;
- Казаков Иосиф Анатольевич (30.11.1943 — 03.01.1945), полковник;
- Шишков Даниил Кузьмич (03.01.1945 — 04.07.1945), полковник[10][11];
- Моисеевский Александр Гаврилович (05.07.1945 — 30.10.1945), генерал-майор

### Заместитель командира дивизии по политической части
- Веремеев Иван Фёдорович (30.07.1943 — 30.11.1945), подполковник, с 22.02.1944 полковник[12]

## Отличившиеся воины дивизии
- Аипов, Махмут Ильячевич, 1920г, рядовой, 8 рота 990 стрелкового полка. Погиб 22-25.4.45.
- Ванин, Иван Иванович, 1924г, ст. лейтенант, командир 9 стрелковой роты 986 стрелкового полка.
- Галкин Фёдор Ульянович, 1907г, полковник, заместитель командира дивизии по строевой части.
- Гоманков Иван Прокофьевич, 1919г, капитан, командир 9 стрелковой роты 986 стрелкового полка.
- Евплов Иван Гаврилович, 1920г, майор, командир 3 стрелкового батальона 988 стрелкового полка.
- Железный Николай Яковлевич, 1910г, майор, командир 2 стрелкового батальона 986 стрелкового полка.
- Жучков Порфирий Иванович, 1912г, ст. лейтенант, агитатор 986 стрелкового полка. Погиб 27.4.45.
- Ильин Сергей Спиридонович, 1925г, лейтенант, командир стрелкового взвода 9 стрелковая рота 986 стрелкового полка, умер от ран 5.2.45.
- Кашутин Прохор Иванович, 1905г, рядовой, стрелок, 990 стрелкового полка.
- Курилов Владимир Ильич, 1926г, ефрейтор, снайпер, 6 стрелковая рота 986 стрелкового полка.
- Левин Александр Иванович, 1909г, подполковник, командир 990 стрелкового полка[13].
- Нестеренко Павел Антонович, 1912г, капитан, адъютант старший батальона, 990 стрелкового полка.
- Ожогин Андрей Матвеевич, 1910г, подполковник, командир 988 стрелкового полка.
- Очерет Михаил Иосифович, 1926г, ефрейтор, стрелок, 7 рота 990 стрелкового полка. Погиб 8.2.45.
- Поляничкин Иван Иванович, 1925г, сержант, командир отделения, рота противотанковых ружей, 988 стрелкового полка. Ранен 22.8, умер от ран в 327 мсб 23.8.44.
- Сазонов Иван Александрович, 1916г, ст. лейтенант, командир 8 стрелковой роты 988 стрелкового полка.
- Саитов Габдулхай Саитович, 1924г, сержант, помощник командира взвода, 8 стрелковая рота, 988 стрелкового полка.
- Темирбаев Сейтхан Нурмухамбетович, 1922г, капитан, командир стрелковой роты, 990 стрелкового полка.
- Чепурин Филипп Фёдорович, 1911г, капитан, командир 1 стрелкового батальона, 990 стрелкового полка.
- Черников Иван Николаевич, 1910г, ст. лейтенант, командир батареи 76 мм пушек, 990 стрелкового полка.
- Шабуров Валентин Иванович, 1923г, лейтенант, командир стрелкового взвода, 990 стрелкового полка.
- Шевченко Григорий Иванович, 1922г, капитан, командир 4 стрелковой роты, 986 стрелкового полка.
- Шишков Даниил Кузьмич, 1907г, подполковник, командир 229 стрелкового полка, 8 стрелковой дивизии, 16.10.43. Полковник, командир дивизии.
- Шконда, Дмитрий Кириллович, красноармеец, автоматчик 986-го стрелкового полка.
- Шмыг Иван Николаевич, 1923г, младший сержант, командир стрелкового отделения, 990 стрелкового полка.
- Эсаулко Григорий Григорьевич,1924г, младший сержант, командир отделения, рота автоматчиков 986 стрелкового полка. Погиб 24-26.4.45[14].
- Баймухаметов Губай Яндовлетович, 1925г, 1.1.43 Чкалов, рядовой, пулемётчик, 1 рота 986 стрелкового полка, «Слава III степени», 7.8.44. «Слава II степени», 13.4.45."Слава I степени",15.5.46.
- Ерилов Николай Григорьевич, 1925г, сержант, командир отделения, 5 стрелковая рота, 988 стрелкового полка, «Слава III степени»,10.03.1944, «Слава II степени»,31.03.1945, «Слава I степени»,15.5.46.
- Кокозашвили Григорий Дмитриевич, сержант, наводчик орудия 370 артиллерийского полка. Указ Президиума Верховного Совета СССР от 15 мая 1946 года.
- Молодан Андрей Тихонович,1907г, рядовой, стрелок, 2 рота 988 стрелкового полка. Представлен к званию Герой Советского Союза, но награждён орденом « Славы III степени». «Сл II», 20.2.45. "Сл I ", 31.5.45.
- Ханыков, Иван Николаевич, старший сержант, командир отделения разведки взвода управления дивизиона 370 артиллерийского полка. Указ Президиума Верховного Совета СССР от 31 мая 1945 года.
- Ширшов Михаил Александрович, 1920г, 229сбр. Старший сержант, командир отделения, батарея 120 мм, 990 стрелкового полка, «Слава III степени», 11.12.44. «Слава II степени», 3.3.45. «Слава I степени»[15].